# Tanzanija
Ujedinjena Republika Tanzanija (svahili: Jamhuri ya Muungano wa Tanzania) ili Tanzanija država je na istočnoj obali Afrike. Graniči s Kenijom i Ugandom na sjeveru, Ruandom, Burundijem i DR Kongo na zapadu te Zambijom, Malavijem i Mozambikom na jugu. Na istoku, Tanzaniju oplakuju vode Indijskog oceana.
Savezna Republika Tanganjika i Zanzibar je nastala 1964. godine, spajanjem Tanganjike i Zanzibara, koji su u godinama prije ujedinjenja stekli neovisnost od Velike Britanije. Država je kasnije preimenovana u Tanzanija (Tanganjika + Zanzibar). Godine 1996. glavnim je gradom službeno postala Dodoma, umjesto dotadašnjeg Dar es Salaama (u kojem su još uvijek neke vladine institucije).
Tanzanija je od stjecanja neovisnosti član Commonwealtha.

## Povijest
Tanzanija je bila dio Njemačke Istočne Afrike od 1880-ih do 1919., kada je postala Britanski protektorat, sve do stjecanja neovisnosti 1961. Julius Nyerere postao je 1960. premijerom Tanganjike, a na položaju je ostao i nakon stjecanja neovisnosti. Tanganjika i susjedni Zanzibar, koje je stekao neovisnost 1963., ujedinili su se 26. travnja 1964. u državu Tanzaniju. Nyerere je uveo Afrički socijalizam (Ujamma), koji je naglašavao pravdu i jednakost. No ujamma se pretvorio u ekonomsku katastrofu te je, zbog propasti kolektivnih farmi, doveo do nestašice hrane.
Godine 1979., Tanzanija naviješta rat Ugandi, nakon sto je ova pokušala prisvojiti teritorij na sjeveru Tanzanije. Tanzanija je ne samo oslobodila svoj teritorij nego je i izvela invaziju na Ugandu i svrgnula Idi Amina. Nyerere je 1985. predao vlast Ali Hassan Mwinyiu, no pritom je zadržao predsjedanje nad vodećom strankom Chama cha Mapinduzi (CCM) sve do 1990. kada je predao kontrolu Mwinyiju. 
U listopadu 1995., u Tanzaniji je s prvim višestranačkim izborima završilo razdoblje jednostranačja. No, CCM je premoćno pobijedio na izborima, a njihov kandidat Benjamin Mkapa je uskoro nakon toga (23. prosinca 1995.) prisegnuo kao novi predsjednik Savezne Republike Tanzanije.
U siječnju 2001., navodno je najmanje 27 osoba (uglavnom članova stranke Civic United Front) ubijeno na Zanzibaru kada je policija otvorila vatru na demonstrante koji su mirno prosvjedovali zahtijevajući ponavljanje izbora ().
Krajem 2004. potres na drugoj strani Indijskog oceana i tsunami koji se pritom podigao stigao je i do obala Tanzanije, pri čemu je život izgubilo 11 osoba. U luci Dar es Salaam, tanker je izbačen na obalu, pri čemu je došlo do oštećenja naftovoda.

## Zemljopis
Tanzanija je na sjeveroistoku planinska, a tamo se nalazi i Kilimandžaro, najveći vrh Afrike. Na sjeverozapadu Tanzanije je Viktorijino jezero (najveće jezero u Africi) čiju sjevernu polovicu dijele Uganda i Kenija, te jezero Tanganjika. Središnju Tanzaniju čini veliki plato, s nizinama i plodnom zemljom. Istočna obala nije vlažna, a otok Zanzibar leži vrlo blizu obale Tanzanije.
U Tanzaniji je velik broj velikih i ekološki značajnih parkova prirode , uključujući i poznati Nacionalni park Serengeti na sjeveru zemlje.

### Regije
Tanzanija je podijeljena u 30 regija:
| - Aruša - Dar-es-Salaam - Dodoma - Geita - Iringa - Kagera - Katavi - Kigoma - Kilimandžaro - Lindi - Manyara - Mara - Mbeya - Morogoro - Mtwara | - Mwanza - Nyombe - Pemba Sjever - Pemba Jug - Pwani - Rukwa - Ruvuma - Simiju - Singida - Šinjanga - Tabora - Tanga - Zanzibar Centar/Jug - Zanzibar Grad/Zapad - Zanzibar Sjever |

## Gospodarstvo
Tanzanija je jedna od najsiromašnijih država svijeta. Ekonomija značajno ovisi o poljoprivredi, koja daje polovicu GDP-a, 85 % izvoza i zapošljava 90 % radne snage. No, topografski i klimatski uvjeti ograničavaju usjeve na samo 4 % teritorija zemlje.
Industrija je uglavnom ograničena na preradu poljoprivrednih proizvoda i jednostavniju robu široke potrošnje. Svjetska banka, MMF i bilateralni donatori osigurali su sredstva za rehabilitaciju tanzanijske nazadujuće ekonomske strukture. Tanzanija ima bogate prirodne resurse kao sto su nalazišta zlata i prekrasni nacionalni parkovi koji su još uvijek nerazvijeni. Ekonomski rast 1991. – 1999. uključio je podizanje industrijske proizvodnje i značajan porast rudarenja minerala, posebice zlata. 
Nedavne bankovne reforme pomogle su povećati rast privatnog sektora i investicija. Kratkoročni ekonomski napredak također ovisi i o suzbijanju korupcije i smanjivanju javne potrošnje ().

## Stanovništvo
Gustoća naseljenosti je u Tanzaniji iznimno neravnomjerna i varira od 1 osobe/km² u suhim područjima, preko 51 osoba/km² u dobro navodnjenim visoravnima na kopnu do 134 osobe/km² na Zanzibaru. Više od 80 % populacije živi na selu. Dar es Salaam je najveći grad, a donedavno je bio i glavni grad. U Dodomi, novom glavnom gradu u središtu Tanzanije, stoluje parlament, no vlada se još uvijek nije u potpunosti preselila tamo.
95 % stanovistva čine Afrikanci:
- (21 %) Sukuma
- (21 %) Nyamwezi
- (9 %)  Swahili
- (7 %)  Hehe
- (7 %)  Bena
- (6 %)  Haya
- (6 %)  Makonde
- (2 %)  Masai i ostale etničke grupe.

Ima oko 130 etničkih grupa i podgruppa, inače jos u Tanzaniji žive Arapi, Pakistanci, Indijci i pripadnici Europskih naroda.
Brojnije od milijuna. Većina Tanzanijaca, uključujući i velika plemena Sukuma i Nyamwezi, su Bantu. 
Grupa Nilotskih naroda uključuje nomadske Masai i Luo, koji u velikom broju žive i u susjednoj Keniji.

## Religija
Najzastupljenija religija u Tanzaniji je kršćanstvo 45 %, muslimana ima oko 37 %, a ostatak stanovništva pripada domaćim vjerama, čiji su elementi prisutni i u većim religijama. Muslimani su većina na Obalnom području Tanzanije (otok Zanzibar 99 %), a kršćani u unutrašnjosti zemlje.

## Šport
Nogomet je vrlo popularan u Tanzaniji (Tanzanijska nogometna reprezentacija).

## Vanjske poveznice

### Vlada
- Službena stranica vlade
- Službena stranica parlamenta

### Mediji
- AllAfrica.com - Tanzania linkovi na glavne vijesti
- The Express Online tjednik
- IPP Media
- Tanzania News 1 najvažnijih vijesti iz vodećih tanzanijskih novina.
- Tanzania.eu

### Ostali projekti
|  | Zajednički poslužitelj ima stranicu o temi Tanzanija    |
|  | Zajednički poslužitelj ima još gradiva o temi Tanzanija |
|  | Zajednički poslužitelj sadrži atlas Tanzanije           |